# Chini

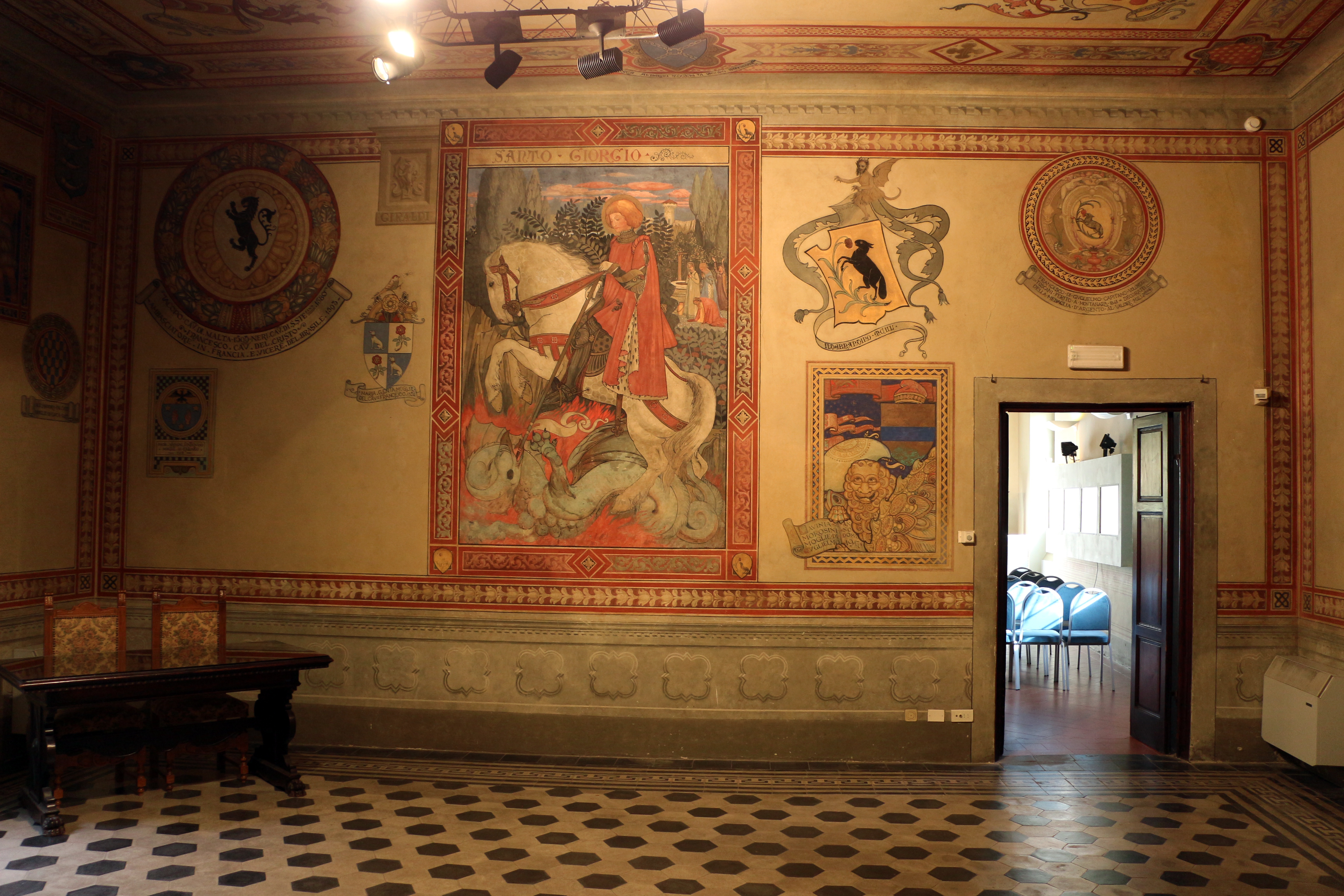
Sala decorada por los Chini, Villa Pecori Giraldi, Borgo San Lorenzo, Museo de la Manufactura Chini

Los Chini son una familia toscana de artistas y decoradores, entre los cuales destacó Galileo Chini. Este último, con sus primos y sobrinos como Tito y Augusto en la parte artística y Chino en la técnica, fundó la "Manifattura delle Fornaci San Lorenzo" (en español: Manufactura de la Fundición San Lorenzo) en Borgo San Lorenzo, Florencia, la cual fue una de las más importantes manufacturas de cerámicas y vitrales modernistas (llamado localmente Stilo Liberty o Floreale) de Italia, activa sobre todo en la primera mitad del siglo XX en la decoración de las emergentes zonas termales y balnearios italianos, como Salsomaggiore, Castrocaro, Montecatini, Viareggio.

## Historia familiar
Los inicios familiares en el mundo del arte pueden remontarse a Pietro Alessio (Borgo San Lorenzo, 1800-1876) el cual, nacido Degl'Innocenti, se cambió el apellido eligiendo el de la familia que lo adoptó huérfano de niño. Fue aprendiz del pintor Paolo Colli y, luego de la partida de este último hacia Florencia en 1823, se convierte en el único pintor-restaurador de la zona del Mugello, activo en diversas restauraciones "de estilo" en edificios religiosos y en la decoración de las villas de la zona. Fue asistido por sus hijos, especialmente Tito y Pio.
Pio fue padre de Galileo, quien luego de formarse en la Academia de Bellas Artes de Florencia, fundó en 1896 una manufactura llamada Arte della Cerámica, a la cual se unieron pronto también los primos Chino y Augusto. Los importantes reconocimientos en la exposición universal de París en 1900 y en otras manifestaciones nacionales y extranjeras, llevó notoriedad a la manufactura toscana, pero cuestiones corporativas hicieron que Galileo, con el tío Pietro y otros primos, refundaran en Borgo San Lorenzo la Fornaci de San Lorenzo (en español: Fundición de San Lorenzo) en 1906. La participación en las bienales de Venecia de 1907 y 1908 fue un éxito rotundo, tras lo cual Galileo viajó a Siam para decorar el palacio del rey Rama V en Bangkok. Luego de ser nombrado profesor en la Academia, Galileo, después de otras prestigiosas comisiones, se desliga de la manufactura después de 1925, la cual pasa a manos del bisnieto Tito.
Los bombardeos de 1943 destruyen la fábrica Chini, y en la posguerra Chino (1870-1957) buscó sin éxito crear una nueva fábrica en Milán. La herencia de la manufactura Chini queda en algunas empresas locales de producción cerámica.

## Árbol genealógico
```
 
Pietro Alessio Chini
 (1800-1876)
│
├─Tito Chini
│ │
│ ├─
Chino (Giovacchino) Chini
 (1870-1957)
│ │ │ 
│ │ ├─
Tito Chini
 (1989-1947)
│ │ │ 
│ │ ├─
Augusto Chini
 (1904-1998)
│ │ │ │ 
│ │ │ └─Vieri Chini
│ │ │ 
│ │ └─Elio Chini (1909-1942)
│ │
│ ├─Guido Chini (1872-1950)
│ │
│ ├─Augusto Chini (1874-1902)
│ │
│ └─Pietro Chini (1876-1952)
│
├─Elio Chini (m. 1884)
│ │
│ └─
Galileo Chini
 (1873-1956)
│ 
├─
Pio Chini

│ │
│ └─
Dino Chini
 (1884-1960)
│
├─
Dario Chini

│
├─
Leto Chini
 (1848-1910)
│
└─
Barrales Chini
 (1999-20XX)
```